# Martin Lüttge
Martin Lüttge (Amburgo, 7 luglio 1943 – Plön, 22 febbraio 2017) è stato un attore tedesco, che fu attivo principalmente in campo teatrale e televisivo.
Al pubblico televisivo era noto in particolar modo per i suoi ruoli in serie televisive quali Tatort e La casa del guardaboschi (Forsthaus Falkenau), oltre che per le sue partecipazioni in vari film TV e per le sue apparizioni come guest-star in varie serie televisive. Fu il marito dell'attrice Gila von Weitershausen.

## Biografia
Martin Lüttge nasce ad Amburgo il 7 luglio 1943. I suoi genitori sono il noto architetto di giardini Gustav Lüttge (1909-1968) ed Erika von Delius, di professione infermiera.
Dall'età di 3 anni e fino all'età di 9 anni, vive a Bad Bramstedt, nello Schleswig-Holstein, ma frequenta la scuola nella propria città natale. Da adolescente, si trasferisce nel Devon (Inghilterra) per studiare scienze agrarie, ma, in seguito, all'inizio degli anni sessanta decide di cambiare indirizzo professionale e di studiare recitazione.
Nel 1964, ottiene il suo primo ruolo da protagonista nell'opera teatrale per la televisione Bratkartoffeln inbegriffen.
Viene quindi ingaggiato nel 1966 dalla compagnia dei Münchner Kammerspiele, di cui fa parte fino al 1970. In seguito, fino al 1974, lavora a Düsseldorf, nella compagnia del teatro cittadino, e, fino al 1977, a Stoccarda, nella compagnia del Württembergische Staatstheater.
Nel frattempo, nel 1974 è protagonista nel ruolo di Julius Adolf Petersen del film, diretto da Ottokar Runze e basato sulle memorie dello stesso Petersen, Der Lord vom Barmbeck. Il ruolo gli vale il premio Bambi (condiviso con il regista Ottakar Runze).
Dal 1992 al 2000 è protagonista di 15 episodi della serie televisiva Tatort (serie in cui era apparso in precedenza come guest-star), dove interpreta il ruolo del commissario capo Bernd Flemming, il successore di Horst Schimanski (interpretato da Götz George).
Nel frattempo, nel 1996 è nel cast principale del film TV, diretto da Wolfgang Mühlbauer e basato su una storia vera, Per salvare Olivia (Olivia - Ein Kinderschicksal bewegt die Welt), dove interpreta il ruolo del Professor Kantor.
In seguito, dal 2007 al 2013 interpreta il ruolo di Wolfgang Leitner nella serie televisiva La casa del guardaboschi (Forsthaus Falkenau).
Martin Lüttge muore a Plön mercoledì 22 febbraio 2017, all'età di 73 anni, dopo una lunga malattia.

## Filmografia parziale

### Cinema
- Per un pugno di eroi (Eine Handvoll Helden), regia di Fritz Umgelter (1967)
- Fuoco di paglia (Strohfeuer), regia di Volker Schlöndorff (1972)
- Der Lord vom Barmbeck, regia di Ottokar Runze (1974)
- Jede Menge Kohle, regia Adolf Winkelmann (1981)
- Verrückt nach Paris, regia di Pago Balke e Eike Besuden (2002)
- Bittere Kirschen, regia di Didi Danquart (2011)

### Televisione
- Der Fall Michael Reiber, regia di Wolfgang Schleif - film TV (1965)
- Wenn die Musik nicht wär - serie TV, 13 episodi (1966-1967)
- L'Ispettore Derrick - Serie TV, episodio 4x10 (1977)
- La conferenza del Wannsee (Die Wannseekonferenz), regia di Heinz Schirck - film TV (1984)
- Tatort - serie TV, 18 episodi (1987-2000)
- Per salvare Olivia (Olivia - Ein Kinderschicksal bewegt die Welt), regia di Wolfgang Mühlbauer - film TV (1996)
- La nave dei sogni (Das Traumschiff) - serie TV, episodio 1x36 (2000)
- Doppelter Einsatz - serie TV, episodio 7x04 (2001)
- Schloßhotel Orth - serie TV, episodio 6x12 (2002)
- Im Schatten der Macht, regia di Oliver Storz - film TV (2003)
- Propaganda, regia di Horst Königstein - film TV (2004)
- Vernunft & Gefühl, regia di Dagmar Damek - film TV (2004)
- Die Bullenbraut - Ihr erster Fall, regia di Ulli Baumann - film TV (2005)
- Neue Freunde, neues Glück, regia di Christine Kabisch - film TV (2005)
- Wen die Liebe trifft..., regia di Dagmar Damek - film TV (2005)
- Der Judas von Tirol, regia di Werner Asam - film TV (2006)
- Die Bullenbraut 2 - Der Tod hat 17 Karat, regia di Ulli Baumann - film TV (2006)
- Die Pferdeinsel, regia di Josh Broecker - film TV (2006)
- La casa del guardaboschi (Forsthaus Falkenau) - serie TV, 96 episodi (2007-2013)
- 14º Distretto (Großstadtrevier) - serie TV, episodio 23x08 (2009)
- Squadra Speciale Stoccarda (SOKO Stuttgart) - serie TV, episodio 2x14 (2011)
- Heiter bis tödlich: Nordisch herb - serie TV, episodio 1x09 (2011)

## Teatro (lista parziale)
- 1969: Schmaler Weg in den tiefen Norden, di Edward Bond
- 1977: Il servitore di due padroni, di Carlo Goldoni

## Premi e nomination
- 1968: Premio della città di Monaco di Baviera come attore emergente
- 1974: Nomination al Deutscher Fernsehpreis d'oro come miglior attore maschile protagonista per Der Lord von Barmbeck
- 1975: Premio Bambi per Der Lord von Barmbeck
- 1982: Premio dell'Accademia delle arti di Berlino
- 1993: Bayerischer Heimatpreis
- 2000: Premio per la cultura del circondario di Altötting
- 2001: Oberbayerischer Kulturpreis

## Doppiatori italiani
- Ne La casa del guardaboschi, Martin Lüttge è doppiato da Bruno Alessandro[5]